# スライ・ストーン
スライ・ストーン（Sly Stone、1943年3月15日 - 2025年6月9日）は、アメリカ合衆国テキサス州デントン生まれのミュージシャン、作曲家、レコードプロデューサー。スライ&ザ・ファミリー・ストーンのリーダーとして有名。1960年代から1970年代にかけて、ソウル・ファンクの発展に貢献した。本名シルヴェスター・スチュアート（Sylvester Stewart）。
1993年にはロックンロール・ホール・オブ・フェイム（殿堂）に、グループのメンバーとして選ばれた。「ローリング・ストーンの選ぶ歴史上最も偉大な100人のシンガー」において第78位。
「Q誌の選ぶ歴史上最も偉大な100人のシンガー」において第69位。

## 生涯

### 生い立ち～1970年代前半
シルヴェスター・スチュアートは5人兄弟姉妹の第2子として南部テキサス州デントンに生まれた。父親はギターをひき、母親は教会でゴスペルを歌っていたという。音楽に囲まれた環境で育ち、やがて西海岸のカリフォルニア州ヴァレーホに移住している。ヴァレーホに移ってから、彼は弟フレディや妹ローズ（ロージー）、妹ヴィエタ（ヴェット）と共にザ・スチュアート・フォーというバンドを結成して教会でゴスペルを歌い、1952年にはシングルレコードをリリースした。姉ロレッタを除き、スチュアート家の子供は後に全員「ストーン」という苗字を名乗り、スライ&ザ・ファミリー・ストーンのメンバーとなった。
やがて彼は複数の楽器（主としてギター）を演奏するようになり、高校時代には複数のバンドに参加した。それらのバンドの一つがドゥーワップグループのザ・ヴィスケインズであり、メンバーはシルヴェスターとフィリピン系の友人フランク・アレラーノを除いては全員が白人だった。人種混合バンドであることがザ・ヴィスケインズをいかした存在にした。彼は短期大学に進学し、音楽理論や作曲を学んだ。そして、この時の経験に基づいて彼は後にスライ&ザ・ファミリー・ストーンを結成することとなる。ザ・ヴィスケインズは"Yellow Moon"や"Stop What You Are Doing"など少数のローカルシングルを出した。同じ時期、彼はダニー・スチュアートという芸名で少数のソロシングルを録音してもいる。またスライはボビー・フリーマンに「カモン&スウィム」を提供し、同曲は全米5位のヒットとなった
1960年代中期、スライはカリフォルニア州オークランドのラジオ局KSOLで（のちにはKDIAで）DJを務め、その傍らオータムレコードでレコードプロデューサーを務めた。このとき彼が手がけたバンドには、ボー・ブラメルズやモジョ・メン、グレイス・スリックを擁するザ・グレイト・ソサエティがある。スライ・ストーンという芸名を名乗り、1966年にはトランペット奏者のシンシア・ロビンソンを含めてザ・ストーナーズというバンドを結成した。シンシアは、フレディ・ストーン（ギターとヴォーカル）やジョン・リー・フッカーと共演経験のあるラリー・グラハム（ベースとヴォーカル）やグレッグ・エリコ（ドラム）やジェリー・マーティーニ（サックス）と共に1966年末のスライ&ザ・ファミリー・ストーン結成にも参加している。スライ自身はギターとピアノとハーモニカなどを演奏した。スライ&ザ・ファミリー・ストーンの最初のレコーディングには、ヴェット・ストーンとメアリー・マクリアリーとエルヴァ・ムートンから成るリトル・シスターがバックヴォーカルとして参加している。1968年にはロージー・ストーン（ピアノとヴォーカル）がスライ&ザ・ファミリー・ストーンの一員となった。スライはKSOL-AMをソウルミュージックの専門局に育てた。
デビューアルバム『新しい世界』（1967年）は不発に終わったが、スライ&ザ・ファミリー・ストーンはシングル「ダンス・トゥ・ザ・ミュージック」で初のヒットを飛ばした。この曲は、後にアルバム『ダンス・トゥ・ザ・ミュージック』に収録されることとなる。3枚目のアルバム『ライフ』（1968年）も売れ行きは芳しくなかったものの、1968年11月に発表したシングル「エヴリデイ・ピープル」は翌1969年にビルボードHot100チャートとHot R&B Singlesチャートの両方で1位を獲得した。
同年5月、4枚目のアルバム『スタンド!』を発表。同アルバムは300万枚以上の大成功を収め、これに続いて夏までには「ホット・ファン・イン・ザ・サマータイム」「サンキュー（フォレッティンミー・ビー・マイス・エルフ・アギン）」「エブリボディ・イズ・ア・スター」の3つのシングルが5位以内に食い込んでおり、スライ&ザ・ファミリー・ストーンは音楽界最大級のビッグネームとなっていた。そして同年8月のウッドストック・フェスティヴァルに出演し、グループの演奏場面は映画『ウッドストック』にも収められた。
同年秋、スライはサンフランシスコからロサンゼルスに転居した。転居後まもなく、彼は複数の理由によるストレスで精神的にまいっていた。それは、売れ行きをさらに伸ばすようにというレコード会社からの圧力、そして、ザ・ファミリー・ストーンのメンバーたちとの個人的軋轢などによるものであった。があった。
5枚目のアルバム『暴動』（1971年）には、こうした混乱が影を落としていると言われている。ザ・ファミリー・ストーンのメンバーたちが、同時に演奏することを拒んだため、このアルバムに収められた曲の大半はオーバーダビングで録音されている。このときスライは大半の楽器を自分で演奏し、通常よりも多くのリードヴォーカルを担当した。『暴動』自体はファンクの有名アルバムとなり、シングルカットされた「ファミリー・アフェア」もヒットした。
1971年にはエリコが脱退し、アンディ・ニューマークがドラマーとなった。ラリー・グラハムとスライはもはや友人ではなくなり、1972年初頭にラリーは解雇され、ラスティ・アレンがベーシストとなった。アルバム『フレッシュ』（1973年）とシングル「イフ・ユー・ウォント・ミー・トゥ・ステイ」も高い評価を得た。スライの全盛期は、この時期までである。
『スモール・トーク』（1974年）ではスライの出番が増えた一方、残りのメンバーの出番は減った。ヒットは出たものの、評論家やファンにはすでに全盛期を過ぎた印象を与えた。コンサートではドタキャンを繰り返すようになったため、プロモーターから見放されるようになった。そして1975年1月、ラジオシティ・ミュージックホールでの公演が大失敗に終わった後、ザ・ファミリー・ストーンは完全に解散してしまった。

### 1970年代後半以降の活動
ソロ活動に入ったスライは、この後さらに4枚のアルバムを出した。（1975年の『ハイ・オン・ユー』は彼自身の名義、残りの3枚はスライ&ザ・ファミリー・ストーン名義である。）『エレクトリック・スパンキング・オブ・ウォー・ベイビーズ』（1981年）ではファンカデリックと共演したものの、傾いたキャリアを立て直すことはできなかった。1983年にはスライはジョージ・クリントンのPファンク・オールスターズのアルバムに、ゲスト参加した。
1984年夏、スライはボビー・ウーマックと短期のツアーを開始した。そしてコンピレーションアルバムや他の複数アーティストたちのレコードに時々登場することもあった。
1986年、スライはザ・タイムのメンバーのジェシー・ジョンソンによるソロアルバム『ショッカデリカ』の中に収められた1曲「クレイジー」に登場した。この曲のミュージックビデオではキーボードとヴォーカルを担当し、ブラック・エンターテインメント・テレビジョンの音楽番組でオンエアーされた。
1987年、スライはシングル「イーク＝ア＝ブー・スタティック・オートマティック」をリリースした。映画『ソウル・マン』のサウンドトラックに提供した曲である。1989年にはバーケイズのアルバムのために「ジャスト・ライク・ア・ティーター＝トッター」を共同で作曲し、共同でプロデュースしている。
同じ1987年、スライはセミ・リタイア状態となり、隠遁生活に入った。1990年、スライはアース・ウィンド・アンド・ファイアーの「グッド・タイム」に参加し、力強い歌声を披露している。1991年、彼は日本のバンドの13キャッツによる「サンキュー（フォレッティンミー・ビー・マイス・エルフ・アギン）」のカバーに登場した。1993年、ボビー・ウーマックのアルバム『アイ・スティル・ラブ・ユー』に収められた1曲「ウェン・ザ・ウィークエンド・カムズ」でウーマックと共にリードヴォーカルを担当している。1993年にはスライ&ザ・ファミリー・ストーンがロックの殿堂入りを果たした際のセレモニーに登場し、ザ・ファミリー・ストーンの他のメンバーたちと共にステージに立って皆を驚かせた。2003年、ザ・ファミリー・ストーンの初代メンバーたち6人が新しいアルバムを録音しようとしてスタジオに集まったときにはスライも参加を求められたが、拒絶している。

### 2000年代の再評価、トリビュート
2005年7月12日、スライ&ザ・ファミリー・ストーンのトリビュートアルバム『リ・スライ〜ディファレント・ストロークス・バイ・ディファレント・フォークス』がスターバックスのヒアーミュージックレーベルから出た（エピックレコーズからのリリースは2006年2月7日。ヒアーミュージックレーベル版に「ドント・コール・ミー・ニガー、ホワイティ」「サンキュー（フォレッティンミー・ビー・マイス・エルフ・アギン）」の2曲が加わっている）。このアルバムの内容は原曲のカバーとサンプリング作品であり、スティーヴン・タイラー、ジョン・レジェンド、ヴァン・ハント、ロバート・ランドルフなどが参加している。
2006年2月8日、このアルバムに参加したミュージシャンたちが2006年度グラミー賞授賞式の会場に集まってスライの曲を演奏した。このときスライも会場に現れて「アイ・ウォント・トゥ・テイク・ユー・ハイヤー」の演奏に参加した。彼がライブをおこなったのは、1987年以来初めてのことである。短い時間ではあったが、スライ&ザ・ファミリー・ストーンのオリジナルメンバー（ただしラリー・グレアムを除く）が共に集まって演奏した。キーボードを演奏し、右手には最近のオートバイ事故のためにギプスを装着していた。「彼は（会場の外の）坂道を上ると、オートバイに乗って去った」とケン・アーリック（グラミー賞授賞式の上級プロデューサー）は『シカゴ・サンタイムズ』紙に語った。アーリックによると、スライは授賞式会場への護衛の警官が来るまでホテルの自室を去ろうとしなかった。そして会場に到着すると、演奏が始まるまで自分の自動車の車内で待っていたという。
2007年1月14日日曜日、スライは彼のサポートバンド"ザ・ニュー・ファミリー・ストーン"のハウス・オブ・ブルーズ公演に短時間出演した。2007年4月1日、スライはザ・ファミリー・ストーンのメンバーと共にフラミンゴ・ラス・ヴェガス・ショールームに出演した。前座はジョージ・ウォレスの漫談だった。
2007年7月7日、スライはザ・ファミリー・ストーンと共にサンノゼにおけるカリフォルニアサマーフェストに短時間出演した。彼は「シング・ア・シンプル・ソング」と「イフ・ユー・ウォント・ミー・トゥ・ステイ」を歌い、「ハイヤー」を歌い終える前に舞台から降りた。彼は野球帽をかぶり、黒いサングラスを付け、白いフードのついたスウェットシャツを着て、バギーパンツを穿き、金の鎖をぶら下げていた。特に「イフ・ユー・ウォント・ミー・トゥ・ステイ」では全盛期と変わらぬ力強い歌声を披露した。

### 映画の公開と訴訟
2009年には、スライの私生活に迫るドキュメンタリー映画"Coming Back For More"が完成、同年秋にはヨーロッパで封切られた。この映画によると、スライは1980年代にマネージャーと「楽曲の権利を譲る代わりに一定額の給与と経費を支払い続ける」という契約を結んだものの一方的に権利を奪われたまま契約を無視されたために収入源を失い、65歳となった今でも生活保護を受けながらホテルを転々として暮らしており、訴訟を起こすために弁護士を雇う費用も稼げず、ひたすら貧しい生活を送っているという。また、「惜しくも未完となってしまった故マイケル・ジャクソンのニュー・アルバムのために、スライが作曲を行っていた」ことも明らかにされている。
2010年1月、スライはこの元マネージャーのジェリー・ゴールドスタインをロサンゼルス高等裁判所に提訴、20年間以上にわたる詐欺・契約不履行・横領などの行為に対し、懲罰的損害賠償を含む5000万ドルの損害賠償を請求している。スライの代理人であるロバート・J・アラン弁護士によると、ゴールドスタインはスライ個人から搾取するだけでは飽き足らず、スライに無断で「スライ&ザ・ファミリー・ストーン」の商標名を自分の会社の名義で米国特許商標庁に登録し、スライのもとに入るべき数百万ドルの収入を横取りしたという。一方、ゴールドスタインも2010年8月、コーチェラ・フェスティバルのステージ上でスライから中傷を受けたと主張し、名誉毀損でスライを訴えた。
2011年8月にニューアルバム"I'm Back! Family & Friends"をリリース。しかし2011年9月、スライは浪費により再びホームレスとなり、白いキャンピングカーで生活し、支援者から食事とシャワーの世話を受けていることを報じられた。
2015年1月には、元マネージャーであるジェリー・ゴールドスタインに対する損害賠償を500万ドル（約6億円）で勝訴した。

### 晩年
2023年10月、1969年のヒット曲「サンキュー（フォレッティンミー・ビー・マイス・エルフ・アギン）」をタイトルに冠した回顧録『Thank You (Falettinme Be Mice Elf Agin)』が出版された。2カ月後の2023年12月には、クレオパトラ・レコードよりシングル「Santa Claus Is Coming to Town (2023 Mix)」がリリースされた。
2025年6月9日、スライ・ストーンはロサンゼルスで死去した。82歳だった。家族はローリング・ストーン誌に寄せた声明で、ストーンが慢性閉塞性肺疾患（COPD）およびその他の基礎疾患により亡くなったと明らかにした。

## 私生活
スライは1974年に女優キャスリーン・シルヴァと結婚し、5か月後に離婚した。二人の結婚式は1974年6月5日、マディソン・スクエア・ガーデンにおけるスライ&ザ・ファミリー・ストーンのコンサートの間、2万人を超える聴衆の前でおこなわれた。1974年10月30日に離婚したのは、スライの飼い犬のピットブル"ガン"が息子シルヴェスター・ババ・アリ・スチュアート・ジュニアを襲ったためである。スライとシルヴァとジュニアは1974年のアルバム『スモール・トーク』のジャケットに登場している。このほかスライには、シンシア・ロビンソンとの間に娘シルヴェット・ファン・ロビンソンがいる。シルヴェットが生まれたのはジュニアが生まれたのと同じ時期である。
さらにノヴィ（ポルトガル語で9を意味する）という娘もいる。ノヴィはノヴィーナ・カーメル（Novena Carmel）名義で音楽活動を行い、BabyStoneというバンドで歌っている他、ザ・ファミリー・ストーンのツアーでピアノを弾くことがある。